# Bloody Roar 2
Bloody Roar 2 (ブラッディロア2?, Buraddi Roa Tsū) è un videogioco arcade picchiaduro 3D  sviluppato e pubblicato dalla Eighting/Raizing nel 1998. È conosciuto come Bloody Roar 2: Bringer of the New Age in territorio giapponese e in Europa, invece è intitolato Bloody Roar 2: The New Breed negli Stati Uniti.
Bloody Roar si differenzia dalle altre serie di picchiaduro per la possibilità concessa al giocatore di far mutare il proprio personaggio in un essere zoomorfo, in grado di recuperare parte dell'energia vitale perduta e di diventare più rapido o potente durante gli sforzi.

## Personaggi giocabili
- Yugo
- Alice
- Long
- Shen Long (sbloccabile nell'arcade mode)
- Uriko
- Gado (sbloccabile nell'arcade mode)
- Bakuryu
- Busuzima
- Jenny
- Shina (Marvel nell'originale giapponese)
- Stun